# Jean Liermier
Jean Liermier (1970 à Annemasse en France - ) est un comédien et metteur en scène français travaillant actuellement en Suisse où il dirige le Théâtre de Carouge en république de Genève depuis le 1er juillet 2008.

## Repères biographiques
Diplômé de l’École supérieure d’art dramatique de Genève (Conservatoire) en 1992, Jean Liermier travaille comme comédien dans 23 créations, sous la direction, entre autres, de Claude Stratz (Sa Majesté des Mouches, Steph, janvier 1998), André Engel (Woyzek, un compagnon, octobre 1998), Richard Vachoux (À l'ombre des jeunes filles en fleurs, juin 1995 ; On ne badine pas avec l'amour, Perdican, juillet 1994 ; Hernani, Hernani, août 1992 ; Le Mariage de Figaro, Figaro, juillet 1991), Philippe Morand (Spirale la nuit, Jean, septembre 1994 ; L'Échappée, Hans, février 1993), Hervé Loichemol (Maison Commune, Romm, janvier 1992) ou encore de Michel Voïta (L'Assemblée des femmes, le jeune homme, juin 1991).
De 1998 à 2006, il est assistant à la mise en scène d’André Engel (Le Roi Lear, 2006 ; Le Jugement Dernier, août 2003 ; Papa doit manger, février 2003 ; Le Réformateur, janvier 2000 ; Woyzeck, août 1998). Parallèlement , il est intervenant-formateur à l’ESAD, au Conservatoire de musique de Genève (section art dramatique), à l’école des Teintureries, au Conservatoire supérieur de musique de Genève (section opéra) de 1997 à 2008.
Il effectue différents stages de formation professionnelle : André Engel (1996) ; Yannis Kokkos (1996) ; Matthias Langhoff (1990) ; Ariane Mnouchkine (1988).
En 2001 Il crée pour la première fois au théâtre le personnage de Tintin, sous la direction de Dominique Catton. En janvier 2005, il retrouve Claude Stratz pour une collaboration artistique : Les Grelots du fou de Pirandello.
Parallèlement, il met en scène 11 pièces de théâtre, 3 opéras, 1 lecture, 1 mise en ondes et 3 créations pour la télévision entre 1999 et 2009.

## Comédien
- 1994 : Le Journal d'Anne Frank de Frances Goodrich et Albert Hackett, mise en scène Dominique Catton, Théâtre Am Stram Gram Genève
- 1998 : Woyzeck de Georg Büchner, mise en scène André Engel, Théâtre de Gennevilliers
- 2001 : Les Bijoux de la Castafiore d'après Hergé, conception mise en scène Dominique Catton, Gilles Lambert, Christiane Suter, Théâtre du Passage Neuchâtel
- 2011 : Les Bijoux de la Castafiore d'après Hergé, Théâtre Am Stram Gram Genève, Théâtre du Passage Neuchâtel, Théâtre de Carouge

## Metteur en scène

### Théâtre
- 1999 : La Double Inconstance de Marivaux, Théâtre de Carouge-Atelier de Genève, septembre
- 2000 : Zoo Story d'Edward Albee, Hall 52, site Artamis, Genève, juin
- 2000 : Peter Pan de J. M. Barrie, Théâtre Am Stram Gram Genève, octobre
- 2002 : Loin d’Hagondange de Jean-Paul Wenzel, Nouveau Théâtre de Poche Genève, janvier
- 2004 : On ne badine pas avec l’amour d'Alfred de Musset, Théâtre de Carouge-Atelier de Genève, septembre
- 2007 : Le Médecin malgré lui de Molière, Théâtre Nanterre-Amandiers, mars
- 2008 : Les Sincères de Marivaux, Comédie-Française, Studio-Théâtre, janvier
- 2008 : Penthésilée de Heinrich von Kleist, Comédie-Française, Salle Richelieu, Paris, janvier
- 2008 : Les Caprices de Marianne d'Alfred de Musset, Vidy-Lausanne, projet Transhelvetia, avril/mai
- 2008 : Le Jeu de l’amour et du hasard de Marivaux, Théâtre de Carouge-Atelier de Genève, octobre
- 2010 : L’École des femmes de Molière, Théâtre de Carouge-Atelier de Genève, avril
- 2011 : Harold et Maude de Colin Higgins, Théâtre de Carouge-Atelier de Genève, mars
- 2011 : L’École des femmes de Molière, Théâtre de Carouge-Atelier de Genève reprise (septembre) et tournée
- 2012 : Figaro ! d'après Le Mariage de Figaro de Beaumarchais, Théâtre de Carouge, février.
- 2012 : Antigone de Sophocle, Théâtre de Carouge, septembre.
- 2014 : Le malade imaginaire de Molière, Théâtre de Carouge, janvier.
- 2016 : La vie que je t’ai donnée de Luigi Pirandello (traduction de Ginette Herry) Théâtre de Carouge, janvier
- 2017 : Feu la mère de Madame de Georges Feydeau et Les Boulingrin de Georges Courteline , Théâtre de Carouge, camion Théâtre itinérant, mai.
- 2017 : Cyrano de Bergerac d’Edmond Rostand, Théâtre de Carouge, octobre.
- 2020 : La Fausse Suivante de Marivaux, Théâtre de Carouge, mars.
- 2020 : Cyrano de Bergerac d’Edmond Rostand, Théâtre de Carouge, reprise de 2017

### Opéra
- 2003 : The Bear de William Walton, Opéra décentralisé Neuchâtel–6e festival des Jardins musicaux, Cernier, août
- 2003 : La Flûte enchantée de Mozart, Opéra de Marseille, décembre
- 2006 : Cantates profanes, petites chroniques, Johann Sebastian Bach, Opéra national du Rhin, mars
- 2006 : Les Noces de Figaro de Mozart, Opéra National de Lorraine-Nancy, octobre
- 2009 : L'Enfant et les Sortilèges de Maurice Ravel, Opéra Bastille, Paris, reprise à Madrid en 2011
- 2011 : Les Noces de Figaro, Reprise - Opéra National de Lorraine-Nancy
- 2015 : My Fair Lady de Frederick Loewe, Opéra de Lausanne, reprise 2017 à l'opéra de Marseille

## Lecture
- Une mort héroïque, avec Michel Piccoli, Baudelaire, Opéra décentralisé Neuchâtel - 10e festival des Jardins musicaux, Cernier, août 2007